# Lijst van nummer 1-hits in Italië in 2009
Deze hits stonden in 2009 op nummer 1 in de FIMI Single Top 20, de bekendste hitlijst in Italië.
| Datum        | Artiest                      | Titel                 |
| ------------ | ---------------------------- | --------------------- |
| 1 januari    | Giusy Ferreri                | Novembre              |
| 8 januari    | Giusy Ferreri                | Novembre              |
| 15 januari   | Giusy Ferreri                | Novembre              |
| 22 januari   | Alessandra Amoroso           | Immobile              |
| 29 januari   | Negramaro                    | Meraviglioso          |
| 5 februari   | Negramaro                    | Meraviglioso          |
| 12 februari  | Negramaro                    | Meraviglioso          |
| 19 februari  | Negramaro                    | Meraviglioso          |
| 26 februari  | Arisa                        | Sincerità             |
| 5 maart      | Arisa                        | Sincerità             |
| 12 maart     | Arisa                        | Sincerità             |
| 19 maart     | Arisa                        | Sincerità             |
| 26 maart     | Arisa                        | Sincerità             |
| 2 april      | Arisa                        | Sincerità             |
| 9 april      | Valerio Scanu                | Sentimento            |
| 16 april     | Alessandra Amoroso           | Stupida               |
| 23 april     | X Factor Finalisterne 2009   | You've got a friend   |
| 30 april     | The Bastard Sons of Dioniso  | L'amor carnale        |
| 7 mei        | Eros Ramazzotti              | Parla con me          |
| 14 mei       | Artisti uniti per l'Abruzzo  | Domani 21 aprile 2009 |
| 21 mei       | Artisti uniti per l'Abruzzo  | Domani 21 aprile 2009 |
| 28 mei       | Artisti uniti per l'Abruzzo  | Domani 21 aprile 2009 |
| 4 juni       | Artisti uniti per l'Abruzzo  | Domani 21 aprile 2009 |
| 11 juni      | Artisti uniti per l'Abruzzo  | Domani 21 aprile 2009 |
| 18 juni      | Artisti uniti per l'Abruzzo  | Domani 21 aprile 2009 |
| 25 juni      | Artisti uniti per l'Abruzzo  | Domani 21 aprile 2009 |
| 2 juli       | Artisti uniti per l'Abruzzo  | Domani 21 aprile 2009 |
| 9 juli       | Artisti uniti per l'Abruzzo  | Domani 21 aprile 2009 |
| 16 juli      | Artisti uniti per l'Abruzzo  | Domani 21 aprile 2009 |
| 23 juli      | Artisti uniti per l'Abruzzo  | Domani 21 aprile 2009 |
| 30 juli      | Artisti uniti per l'Abruzzo  | Domani 21 aprile 2009 |
| 6 augustus   | David Guetta & Kelly Rowland | When love takes over  |
| 13 augustus  | Madonna                      | Celebration           |
| 20 augustus  | David Guetta & Kelly Rowland | When love takes over  |
| 27 augustus  | The Black Eyed Peas          | I gotta feeling       |
| 3 september  | The Black Eyed Peas          | I gotta feeling       |
| 10 september | The Black Eyed Peas          | I gotta feeling       |
| 17 september | Noemi & Fiorella Mannoia     | L'amore si odia       |
| 24 september | Noemi & Fiorella Mannoia     | L'amore si odia       |
| 1 oktober    | Vasco Rossi                  | Ad ogni costo         |
| 8 oktober    | Vasco Rossi                  | Ad ogni costo         |
| 15 oktober   | The Black Eyed Peas          | I gotta feeling       |
| 22 oktober   | Robbie Williams              | Bodies                |
| 29 oktober   | Elisa                        | Ti vorrei sollevare   |
| 5 november   | Elisa                        | Ti vorrei sollevare   |
| 12 november  | The Black Eyed Peas          | I gotta feeling       |
| 19 november  | Gianna Nannini & Giorgia     | Salvami               |
| 26 november  | Gianna Nannini & Giorgia     | Salvami               |
| 3 december   | Gianna Nannini & Giorgia     | Salvami               |
| 10 december  | Marco Mengoni                | Dove si vola          |
| 17 december  | Lady Gaga                    | Bad romance           |
| 24 december  | Lady Gaga                    | Bad romance           |
| 31 december  | Lady Gaga                    | Bad romance           |